# Felice Daneo
Felice Daneo (San Damiano d'Asti, 1825 – Cuneo, 1890) è stato uno storico italiano.

## Biografia
Dopo aver compiuto i propri studi a Torino, è stato preside del liceo classico Vincenzo Gioberti del capoluogo piemontese e ha poi diretto il liceo di Cuneo.

## Opere
- Piccolo pantheon subalpino ossia Vite scelte di piemontesi illustri narrate alla gioventù, 2 voll., Torino, Steffenone Camendona e C., 1858.
- La monarchia italiana sotto lo scettro della casa di Savoia, Torino, Tipografia Eredi Arnaldi, 1861.
- Suor Maria Celeste Galilei ossia affetti e relazioni domestiche di Galileo, Cuneo, Tipografia Galimberti, 1864.
- Il commendatore Domenico Berti deputato di Aosta e ministro dell'istruzione pubblica : cenni biografici, Mondovì, Issoglio, 1866.
- Italia e Spagna, Torino, V. Bona, 1870.
- Nozioni intorno ai diritti e doveri dei cittadini : lezioni agli alunni delle scuole tecniche italiane, sec. edizione, Torino, T. Vaccarino, 1871.
- Vita di Giuseppe Monticone sandamianese di origine pittore onorario del re Carlo Felice, Torino, Paravia, 1877.
- Sul monumento nazionale a Vittorio Alfieri in Asti, Torino, V. Bona, 1878.
- Leopoldo Balsamo san damianese filologo ed erudito : ricordi biogarfici, Cuneo, Tipografia Alessandro Riba, 1884.
- Il comune di San Damiano d'Asti. Notizie storico-statistiche, Torino, G. Derossi, 1888.
- Vite di San Damianesi, segnalati nelle scienze, lettere ed arti, Torino, Tipografia G. Derossi, 1889.